# Alonso de Mendoza (stanice metra v Madridu)
Alonso de Mendoza (plným názvem španělsky Estación de Alonso de Mendoza) je stanice metra v Madridu, která se nachází v jižní aglomeraci města. Stanice má výstup do ulic Ferrocarril a El Greco ve městě Getafe.
Jedná se o stanici linky metra 12. Stanice je pojmenována po španělském conquistadorovi a zakladateli města La Paz Alonsovi de Mendoza.
Stanice vznikla v rámci výstavby linky 12 a byla otevřena 11. dubna 2003 zároveň s celou linkou. Stanice se nachází v tarifní zóně B1.

## Fotogalerie

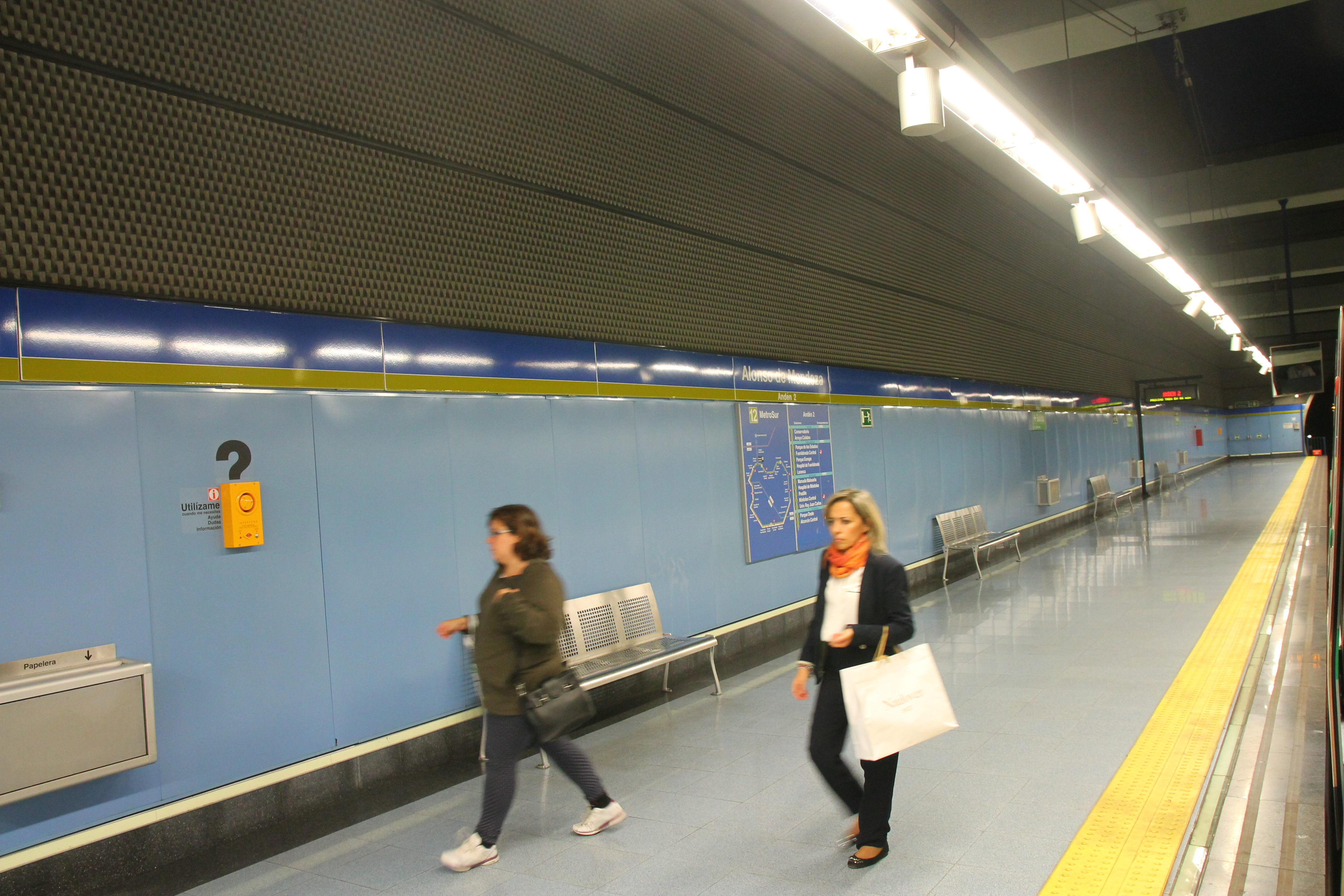
Nástupiště stanice
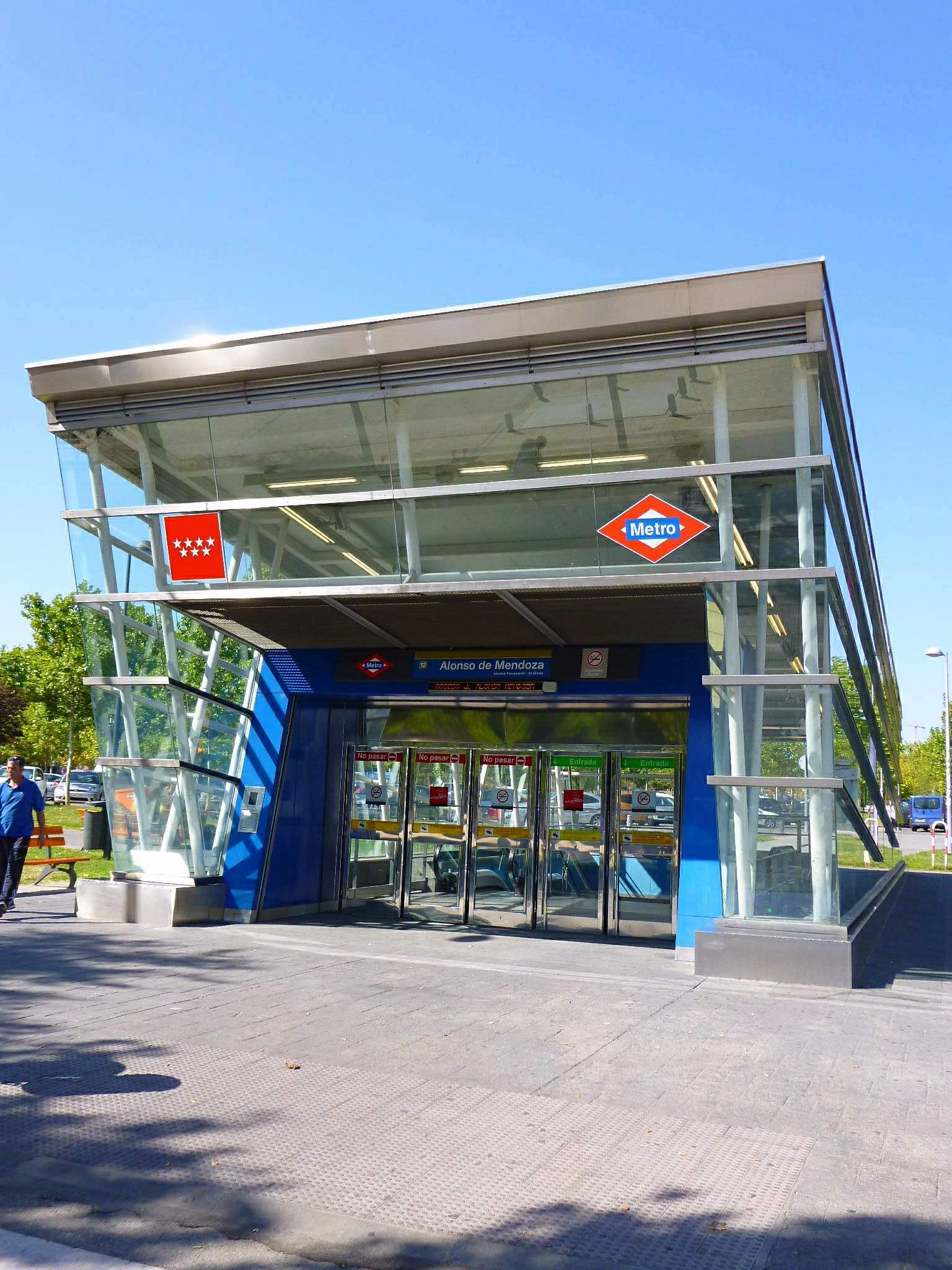
Vstup do stanice